# Тартакай
Тартакай (укр. Тартакай) — балка и ручей, левый приток реки Тилигул, расположенный на территории Веселиновского  и Березовского районов (Одесская область, Украина).

## География
Длина — 23 км (в Одесской области — 9,7 км). Площадь бассейна — 153 км². Русло реки (отметки уреза воды) в среднем течении (пруд севернее села Раздол) находится на высоте 24,7 м над уровнем моря. На протяжении почти всей длины пересыхает, верхнее течение — наименее маловодное. Долина изрезана ярами и промоинами, в нижнем течении сильно изрезана. Есть пруды. Характерны весенние и летние паводки. 
Берёт начало от ручьёв, что южнее села Кудрявка и в селе Новопокровка. Река течёт на юго-восток, юг; течёт по Березовскому району, в верхнем течении трижды пересекает административную границу Одесской и Николаевской областей, в среднем течении — Веселиновскому району, в нижнем течении — вновь по Березовскому. Впадает в Тилигул (на 29-м км от её устья) непосредственно южнее города Березовка.
Притоки: (от истока к устью) Слепуха, прочие безымянные балки 
Населённые пункты (от истока к устью):
Веселиновский район
1. Кутузовка

Березовский район
1. Ивановка[2]
2. Раздол
3. Березовка